# Neometra spinosissima
Neometra spinosissima is een haarster uit de familie Calometridae.
De wetenschappelijke naam van de soort werd in 1909 gepubliceerd door Austin Hobart Clark.